# Nicholas Shehadie
 Nicholas Michael Shehadie, né le 15 novembre 1926 à Coogee (Sydney, Australie) et mort le 11 février 2018 dans la même ville, est un joueur australien de rugby à XV qui a joué avec l'équipe d'Australie. Il évoluait au poste de pilier. 

## Carrière
Nicholas Shehadie a joué son premier test match le 28 juin 1947 à l'occasion d'un match contre l'équipe de Nouvelle-Zélande. Il a disputé son dernier test match contre l'équipe d'Irlande, le 18 janvier 1958.
Par la suite, il devint homme d’affaires, membre du parti libéral et le 33e Lord Maire de Sydney. Il a reçu la décoration de l’ordre de l'Empire britannique.
En 2008, il reçoit le Trophée Vernon Pugh de l'International Rugby Board en hommage à sa carrière pour le développement du rugby.

## Palmarès
- Nombre de test matchs avec l'Australie :  30
- Test matchs par année : 1 en 1947, 2 en 1948, 5 en 1949, 2 en 1950, 3 en 1951, 3 en 1952, 4 en 1953, 2 en 1954, 3 en 1955, 2 en 1956, 1 en 1957, 2 en 1958

## Vie privée
Nicholas Shehadie est l'époux de Marie Bashir, gouverneur de Nouvelle-Galles du Sud depuis 2001.

## Distinctions
- Officier de l'ordre de l'Empire britannique (OBE - 1971)[2]
- Chevalier (Kt - 1976)[3]
- Compagnon de l'Ordre d'Australie (AC - 1990)[4]
- Médaille du Centenaire (Centenary Medal - 2001)[5]
- Chevalier de grâce du Très vénérable ordre de Saint-Jean (KStJ - 2001)[6]
- Trophée Vernon Pugh en 2008